# Odsonne Édouard
Odsonne Édouard (Kourou, 16 januari 1998) is een Frans voetballer die doorgaans als aanvaller speelt. Hij verruilde Celtic in augustus 2021 voor Crystal Palace.

## Clubcarrière
Édouard begon met voetballen bij AF Bobigny en werd op dertienjarige leeftijd opgenomen in de jeugdopleiding van Paris Saint-Germain. Hier ging hij vanaf 2015 afwisselende spelen in het tweede elftal en in PSG –19. Een debuut in de hoofdmacht kwam er niet. Paris Saint-Germain verhuurde Édouard in augustus 2016 voor acht maanden aan Toulouse. Daarvoor debuteerde hij op 14 augustus 2016 in de Ligue 1, uit tegen Olympique Marseille. Hij kwam na 73 minuten in het veld als vervanger voor Issiaga Sylla. Twee weken later kreeg hij zijn eerste basisplaats, uit tegen Saint-Etienne. Édouard speelde dat seizoen zestien speelronden, voornamelijk als invaller.
Paris Saint-Germain verhuurde Édouard gedurende seizoen 2017/18 aan Celtic. Dat won al een paar jaar vrijwel alles wat er te winnen viel in Schotland. Dat was dat  seizoen niet anders. Hij mocht hier deel van uitmaken in zowel de competitie als in beide Schotse bekertoernooien, ook hier vooral als reservespeler. Hij scoorde 9 keer in 22 speelronden en twee keer in de Scottish Cup. Daarnaast speelde hij dat seizoen zijn eerste wedstrijden in de Champions League, uitgerekend tegen Paris Saint-Germain en thuis tegen Anderlecht. Celtic nam Édouard in juli 2018 definitief over van Paris Saint-Germain. Hij groeide dat jaar uit tot basisspeler bij de Schotse club en werd bovendien clubtopscorer. Édouard bleef in totaal vier jaar bij Celtic. Daarin won hij drie jaar op rij zowel het landskampioenschap, de Scottish Cup als de Scotish League Cup. Hij werd in 2019/20 bovendien topscorer van de Schotse competitie met 22 doelpunten. Dat werd hij ook in 2020/21 (met 18 doelpunten), maar dat seizoen won Celtic voor het eerst sinds 2009/10 geen enkele prijs.
Édouard verruilde Celtic in augustus 2021 voor Crystal Palace, de nummer veertien van de Premier League in het voorgaande seizoen. Dat betaalde circa 16 miljoen euro voor hem. Édouard moest bij Crystal Palace gaan concurreren voor zijn plek met onder anderen Jordan Ayew, Wilfried Zaha en Jean-Philippe Mateta. Hij begon in zijn eerste jaren bij De Engelse club regelmatig in de basis, maar ook geregeld op de bank.

## Clubstatistieken
| Seizoen     | Club           | Competitie           | Competitie | Competitie | Competitie | Beker | Beker | Beker | Internationaal | Internationaal | Internationaal | Totaal | Totaal | Totaal |
| Seizoen     | Club           | Competitie           | Wed.       | Dlp.       | Ass.       | Wed.  | Dlp.  | Ass.  | Wed.           | Dlp.           | Ass.           | Wed.   | Dlp.   | Ass.   |
| ----------- | -------------- | -------------------- | ---------- | ---------- | ---------- | ----- | ----- | ----- | -------------- | -------------- | -------------- | ------ | ------ | ------ |
| 2015/16     | Paris SG       | Ligue 1              | 0          | 0          | 0          | 0     | 0     | 0     | —              | —              | —              | 0      | 0      | 0      |
| Club Totaal | Club Totaal    | Club Totaal          | 0          | 0          | 0          | 0     | 0     | 0     | 0              | 0              | 0              | 0      | 0      | 0      |
| 2016/17     | → Toulouse     | Ligue 1              | 16         | 1          | 0          | 1     | 0     | 0     | —              | —              | —              | 17     | 1      | 0      |
| Club Totaal | Club Totaal    | Club Totaal          | 16         | 1          | 0          | 1     | 0     | 0     | 0              | 0              | 0              | 17     | 1      | 0      |
| 2017/18     | → Celtic       | Scottish Premiership | 22         | 9          | 3          | 4     | 2     | 1     | 3              | 0              | 0              | 29     | 11     | 4      |
| 2018/19     | Celtic         | Scottish Premiership | 32         | 15         | 6          | 7     | 2     | 1     | 13             | 5              | 1              | 52     | 22     | 8      |
| 2019/20     | Celtic         | Scottish Premiership | 27         | 22         | 11         | 7     | 1     | 2     | 13             | 6              | 5              | 47     | 29     | 18     |
| 2020/21     | Celtic         | Scottish Premiership | 31         | 18         | 6          | 2     | 0     | 0     | 7              | 4              | 0              | 40     | 22     | 6      |
| 2021/22     | Celtic         | Scottish Premiership | 4          | 2          | 1          | 1     | 1     | 1     | 6              | 0              | 0              | 11     | 3      | 2      |
| Club Totaal | Club Totaal    | Club Totaal          | 116        | 66         | 27         | 21    | 6     | 5     | 42             | 15             | 6              | 179    | 87     | 38     |
| 2021/22     | Crystal Palace | Premier League       | 28         | 6          | 3          | 3     | 0     | 0     | —              | —              | —              | 31     | 6      | 3      |
| 2022/23     | Crystal Palace | Premier League       | 35         | 5          | 2          | 2     | 2     | 0     | —              | —              | —              | 37     | 7      | 2      |
| Club Totaal | Club Totaal    | Club Totaal          | 63         | 11         | 5          | 5     | 2     | 0     | 0              | 0              | 0              | 68     | 13     | 5      |
| TOTAAL      | TOTAAL         | TOTAAL               | 195        | 78         | 32         | 27    | 8     | 5     | 42             | 15             | 6              | 264    | 101    | 43     |

## Interlandcarrière
Edouard kwam uit voor diverse Franse nationale jeugdploegen vanaf Frankrijk –17. Hiermee won hij het EK –17 van 2015. Hij scoorde tijdens dat toernooi acht keer, waaronder drie keer in de met 4–1 gewonnen finale tegen Duitsland –17. Hiermee werd hij topscorer van het toernooi. Édouard nam later dat jaar met hetzelfde team deel aan het WK –17 van 2015 en maakte ook deel uit van Frankrijk –21 op het EK –21 van 2021.

## Erelijst
| Competitie                    |        |                           |        |        |
| Competitie                    | Aantal | Jaren                     |        |        |
| Celtic                        | Celtic | Celtic                    | Celtic | Celtic |
| ----------------------------- | ------ | ------------------------- | ------ | ------ |
| Kampioen Scottish Premiership | 3x     | 2017/18, 2018/19, 2019/20 |        |        |
| Scottish Cup                  | 3x     | 2017/18, 2018/19, 2019/20 |        |        |
| Scottish League Cup           | 3x     | 2017/18, 2018/19, 2019/20 |        |        |
| Frankrijk –17                 |        |                           |        |        |
| Europees kampioen –17         | 1x     | 2015                      |        |        |